# Việt Nam Quốc Dân Đảng
Việt Nam Quốc Dân Đảng (VNQDĐ, 1930-1955) foi um partido político nacionalista e socialista democrático que buscou a independência do domínio colonial francês no Vietnã durante o início do século 20. Suas origens estão em um grupo de jovens intelectuais baseados em Hanói que começaram a publicar material revolucionário em meados da década de 1920. Em 1927, depois que a editora faliu por causa do assédio e censura francesa, o VNQDĐ foi formado sob a liderança de Nguyễn Thái Học. Modelando-se no Kuomintang da China Nacionalista (os mesmos três caracteres em chữ Hán: 國民黨), o VNQDĐ ganhou um pequeno número de seguidores entre os nortistas, particularmente professores e intelectuais. O partido, que teve menos sucesso entre camponeses e trabalhadores industriais, foi organizado em pequenas células clandestinas.
A partir de 1928, o VNQDĐ atraiu a atenção através de seus assassinatos de oficiais franceses e colaboradores vietnamitas. Um ponto de virada veio em fevereiro de 1929 com o assassinato de Bazin, o assassinato de um recrutador de mão de obra francês amplamente desprezado pela população vietnamita local. Embora a filiação precise dos perpetradores não fosse clara, as autoridades coloniais francesas responsabilizaram o VNQDĐ. Entre 300 e 400 dos cerca de 1 500 membros do partido foram detidos na repressão resultante. Muitos dos líderes foram presos, mas Học conseguiu escapar.
No final de 1929, o partido foi enfraquecido por uma divisão interna.
Sob crescente pressão francesa, a liderança do VNQDĐ mudou de tática, substituindo uma estratégia de ataques clandestinos isolados contra indivíduos por um plano para expulsar os franceses em um único golpe com uma revolta popular em grande escala. Depois de armazenar armas caseiras, o VNQDĐ lançou o motim Yên Bái em 10 de fevereiro de 1930, com o objetivo de desencadear uma revolta generalizada. As forças VNQDĐ combinaram-se com tropas vietnamitas descontentes, que se amotinaram contra o exército colonial francês. O motim foi rapidamente reprimido, com pesadas represálias francesas. Học e outras figuras importantes foram capturados e executados e o VNQDĐ nunca recuperou sua força política no país.

Algumas facções restantes buscaram meios pacíficos de luta, enquanto outros grupos fugiram pela fronteira para bases do Kuomintang na província chinesa de Yunnan, onde receberam armas e treinamento. Enquanto isso, durante a década de 1930, o Partido Comunista Indochinês (ICP) de Ho Chi Minh tem uma massa de seguidores e se tornou a esmagadora maioria do movimento de independência. O Vietnã foi ocupado pelo Japão durante a Segunda Guerra Mundial e, no caos que se seguiu à rendição japonesa em 1945, o VNQDĐ e o ICP brevemente uniram forças na luta pela independência vietnamita. No entanto, após um desentendimento, Ho expurgou o VNQDĐ, deixando seu Viet Minh dominado pelos comunistas incontestados como a principal organização militante anticolonial. Como parte do acordo pós-guerra que terminou a Primeira Guerra da Indochina, o Vietnã foi dividido em duas zonas. Os remanescentes do VNQDĐ fugiram para o sul capitalista, onde permaneceram até a queda de Saigon em 1975 e a reunificação do Vietnã sob o regime comunista. Hoje, o partido sobrevive apenas entre os vietnamitas ultramarinos.